# Annwn
Annwn, též Annwn nebo Annfwn, je podsvětí ve velšské mytologii, kterému vládnou dva králové: Arawn a Hafgan, kteří jsou neustále ve válce. V příbězích lze Annwnu vstoupit mnoha různými vchody na zemi i na moři, ale zdá se, že nejblíže k němu leží království Dyfed v jižním Walesu. Jindy byl ztotožňován s ostrůvkem Gwales nebo je situován až za Skotsko. Mezi další jména či formy podsvětí patří Caer Siddi (Mořem obklopený hrad), Caer Feddwid (Hrad opojení) a Caer Wydyr (Skleněný hrad). Irskou obdobou je Tir na Nóg.
Obyvatelé Annwnu měli žít v dostatku, nepostiženi stářím ani bolestí. Hrála zde krásná hudba, kouzelný kotel zajišťuje dostatek jídla a ze zvláštní fontány zde prýští elixír sladší než víno. Po christianizaci začal Annwn získávat aspekty pekla – král Artuš zde málem přišel o život a žijí zde obávání psi (cŵn annwfn), kteří se živí dušemi mrtvých a předvídají smrt. Tito psi mohou být ale v pozdější tradici vedeni také Gwynnem ap Nuddem, vílím králem Tylwyth Teg (Sličného lidu).
Lingvisté Erik P. Hamp a Patrick Sims-Williams vykládají jméno z intenzifikátoru an a výrazu dwfn (hluboký) a Annwn tak znamená „nejhlubší“. Keltista Ifor Williams namísto toho navrhoval číst an jako zápor a vykládat výraz jako obdobu Lukánova výrazu alius orbis (jiný svět). Příbuzné může být bretonské slovo anaon (duchové mrtvých). Rhiannon, snad „Panna z podsvětí“, je označována za dceru krále Annwnu.